# 砾石棘豆
砾石棘豆（学名：Oxytropis glareosa）为豆科棘豆属下的一个种。